# Pascal Lino
Pascal Lino (Sartrouville, 13 augustus 1966) is een voormalig Frans wielrenner. Hij was beroepsrenner tussen 1988 en 2001. In de Tour de France van 1992 droeg Lino tien dagen de gele trui.
In maart 1999 kreeg Lino van zijn ploeg BigMat-Auber 93 een straf opgelegd, omdat hij corticosteroïden had gebruikt zonder toestemming van de medische staf. De straf bestond uit een schorsing van twee weken.

## Belangrijkste overwinningen
1987
- Eindklassement Tour Nivernais Morvan

1989
- Eindklassement Ronde van de Toekomst
- 2e etappe Criterium International

1992
- Zesdaagse van Bordeaux

1993
- Parijs-Camembert
- 14e etappe Ronde van Frankrijk

1998
- Parijs-Camembert
- Eindklassement Coupe de France

## Resultaten in voornaamste wedstrijden
| Jaar | Ronde van Italië | Ronde van Frankrijk | Ronde van Spanje |
| ---- | ---------------- | ------------------- | ---------------- |
| 1988 |                  |                     |                  |
| 1989 |                  |                     |                  |
| 1990 |                  | 23e                 |                  |
| 1991 |                  | 70e                 | 35e              |
| 1992 |                  | 5e                  |                  |
| 1993 |                  | 43e (1)             |                  |
| 1994 |                  | 11e                 | 14e              |
| 1996 |                  | opgave              |                  |
| 1997 |                  | opgave              |                  |
| 1998 |                  | 78e                 |                  |
| 1999 |                  |                     |                  |
| 2000 |                  | 112e                |                  |
| 2001 |                  | 87e                 |                  |

| Jaar | Milaan-San Remo | Gent-Wevelgem | Ronde van Vlaanderen | Parijs-Roubaix | Amstel Gold Race | Luik-Bast.‑Luik | Ronde van Lombardije | Waalse Pijl | Parijs-Tours |
| ---- | --------------- | ------------- | -------------------- | -------------- | ---------------- | --------------- | -------------------- | ----------- | ------------ |
| 1988 |                 |               |                      |                |                  |                 |                      |             | 64e          |
| 1989 |                 |               |                      |                | 70e              |                 |                      |             | 55e          |
| 1990 | 51e             |               |                      |                |                  | 66e             |                      | 51e         | 47e          |
| 1991 |                 |               |                      |                | 121e             |                 | 14e                  |             | 31e          |
| 1992 |                 |               |                      | 42e            |                  |                 |                      |             |              |
| 1993 | 72e             |               |                      |                | 52e              | 49e             |                      |             | 113e         |
| 1994 | 115e            |               |                      |                |                  |                 |                      |             |              |
| 1996 | 84e             | 47e           | 102e                 |                |                  |                 |                      |             |              |
| 1997 |                 |               |                      |                |                  |                 |                      | 6e          |              |
| 1998 |                 |               |                      |                |                  |                 |                      |             | 27e          |
| 1999 |                 |               |                      |                |                  |                 |                      |             | 97e          |
| 2000 |                 |               |                      |                |                  |                 |                      |             |              |
| 2001 |                 |               |                      |                |                  |                 |                      | 105e        |              |